# 勒羅伊 (紐約州)
勒羅伊（英語：Le Roy）是一個位於美國紐約州傑納西縣的鎮。

## 人口
根據2020年美國人口普查的數據，勒羅伊的面積為109.23平方千米，當中陸地面積為109.00平方千米，而水域面積為0.23平方千米。當地共有人口7662人，而人口密度為每平方千米70人。